# Doutes (film, 2013)
Pour les articles homonymes, voir Doutes.
Pour plus de détails, voir Fiche technique et Distribution.
Doutes est une comédie dramatique française réalisée par Yamini Lila Kumar et sortie en 2013.

## Synopsis
Ce film raconte l'histoire de deux couples de bobos parisiens, celui de Albertine Langlois (Lara Guirao) et Chris Bailey (Christophe Barbier), et de leurs amis Paul Adler (Benjamin Biolay) et Judith Lazard (Sulian Brahim). Leurs discussions tournent principalement autour de la politique (élections de Sarkozy, DSK, Berlusconi, etc.) ou bien encore de l'actualité de manière générale de la période entre les présidentielles de 2007 et de 2012. Entre incertitudes et hésitations, leurs émotions sont passées au crible et leurs souvenirs d'appartements, de cafés et de cabinet de psychanalyste, ils traversent cette époque où la croyance est mise à mal, jusqu'à voir leurs ressorts personnels se casser.

## Fiche technique
- Titre : Doutes
- Réalisation : Yamini Lila Kumar
- Scénario : Yamini Lila Kumar
- Musique : Alexis Durand
- Photographie : Lazare Pedron
- Montage : Teddy Vermeulin et Yamini Lila Kumar
- Producteur : Yamini Lila Kumar, Teddy Vermeulin, Pascal Arnold et Jean-Marc Barr
  - Coproducteur : Philippe Akoka et Alain Peyrollaz
- Production : Sprits et Toloda
  - Coproduction : Good Lap Productions
- Distribution : Zelig Film Distribution
- Pays :  France
- Durée : 84 minutes
- Genre : comédie dramatique
- Dates de sortie :
  - France : 13 novembre 2013[1]

## Distribution
- Benjamin Biolay : Paul Adler
- Christophe Barbier : Chris Bailey
- Lara Guirao : Judith Lazard
- Suliane Brahim : Albertine Langlois
- Pascal Arnold : le psy
- Anna Biolay : l'enfant

## Production
Le film a bénéficié de la participation du Centre National de la Cinématographie (CNC), en l'espèce d'une aide financière à sa distribution.

## Sortie
Le film est sorti en 2013 à Paris et en province pour une très courte durée. Il n'a pas été édité en vidéo.

## Réception critique
Les critiques ont été globalement négatives dans la presse. Pour Paris Match, « ce drame bobo, faute  d’être une tragi-comédie de mœurs réussie, pourrait faire un bon sketch des Inconnus ». Le Monde considère que c'est « un film aussi vain que hautain », et Le Figaro le qualifie de « ridicule ». Les Inrockuptibles se moquent quant à eux d'un « film drôle malgré lui ».